# يو إف سي 318
يو إف سي 318: هولواي ضد بورييه (بالإنجليزية: UFC 318: Holloway vs. Poirier 3) هو حدث لفنون القتال المختلطة نظّمته يو إف سي، وأُقيم في 19 يوليو 2025، على مركز سموثي كينج في نيو أورلينز، لويزيانا، الولايات المتحدة.

## الخلفية
ستكون هذه الفعالية الزيارة السادسة للمنظمة إلى نيو أورلينز والأولى منذ حدث يو إف سي ليلة القتال: بوتش ضد هندرسون في يونيو 2015.
سيضع بطل يو إف سي لوزن الريشة السابث ماكس هولواي لقبه الرمزي «الأشرس» على المحك ضد بطل يو إف سي للوزن الخفيف المؤقت السابق داستن بورييه في نزال بالوزن الخفيف في الحدث الرئيسي. سيكون هذا ثالث لقاء لهما ونزال اعتزال بورييه. التقى الثنائي لأول مرة في يو إف سي 143 في فبراير 2012، عندما ظهر هولواي لأول مرة في المنظمة وخسر بإخضاع مثلث الذراع. كانت مواجهتهما الثانية في أبريل 2019 في يو إف سي 236 عندما أصبح بورييه بطل الوزن الخفيف المؤقت بعد فوزه بقرار القضاة بالإجماع، والذي أنهى أيضًا سلسلة انتصارات هولواي المكونة من 13 نزالًا.

## بطاقة القتال
1. ↑  على لقب «الأشرس» الرمزي.

## الجوائز الإضافية
حصل المقاتلون التاليون على مكافآت بقيمة 50 ألف دولار.
- قتال الليلة: بريندان ألين ضد مارفين فيتوري
- أداء الليلة: عتيبة أبيجا غوتييه، إسلام دولاتوف، وكارلي جوديس